# Cathleen Synge Morawetz
Cathleen Synge Morawetz (Toronto, 5 de maio de 1923 – Nova Iorque, 8 de agosto de 2017) foi uma matemática canadense.
Filha de John Lighton Synge.